# José Rubio (grabador)

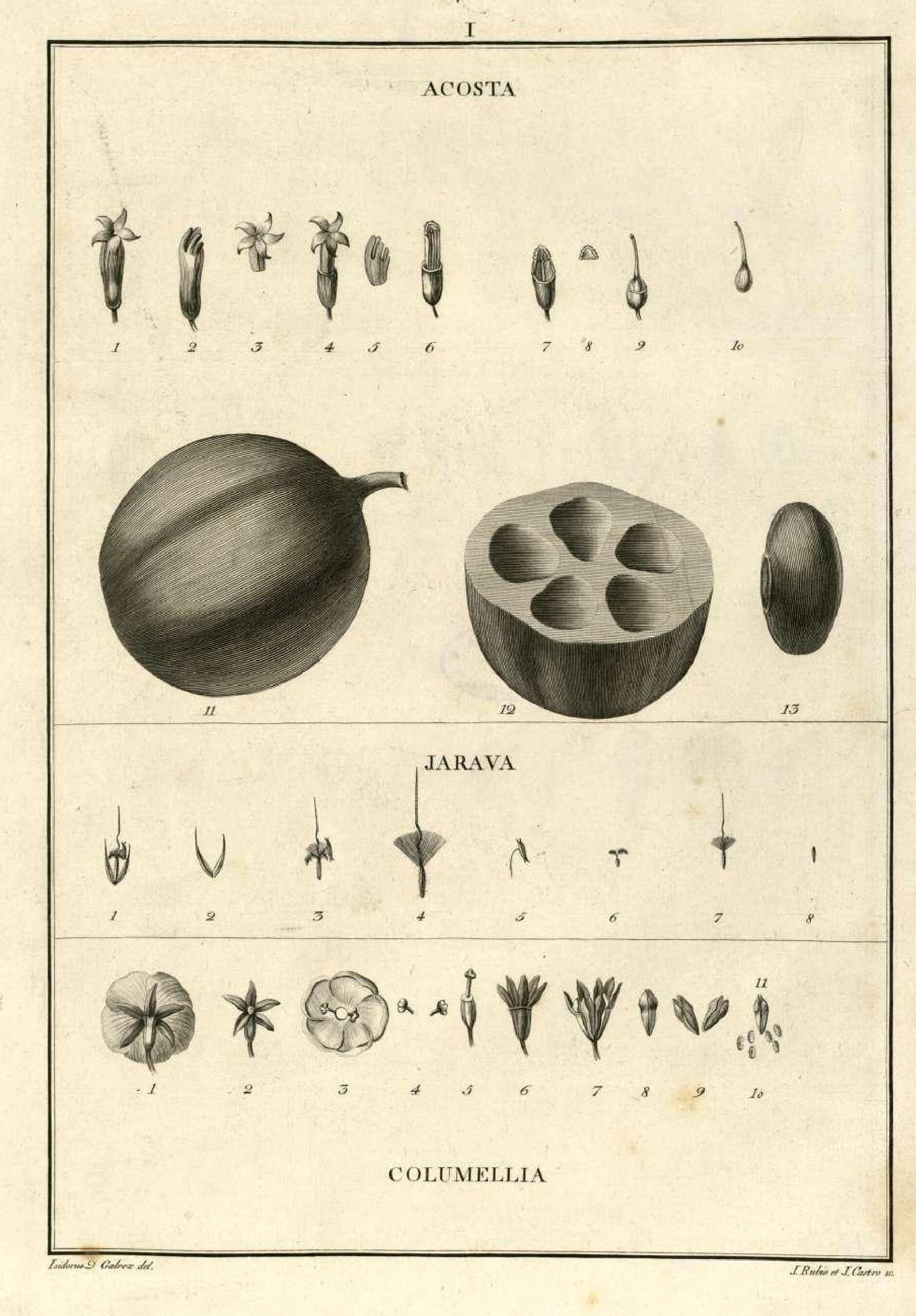
Acosta, Jarava y Columellia. Grabado de José Rubio y José de Acosta por dibujo de Isidro Gálvez. Florae peruvianae, et chilensis Prodromus, Madrid, Sancha, 1794, lám I.

José Rubio, nacido en Valencia en 1755 y formado en el dibujo de figuras en la Real Academia de Bellas Artes de San Fernando, en la que se matriculó en 1774, fue un dibujante y grabador calcográfico activo en Madrid en las décadas finales del siglo XVIII.

## Biografía y obra
En 1778 y 1779 concurrió sin éxito a los premios mensuales de pintura concedidos por la academia, pero en 1780 en un concurso de pintura de flores promovido por un particular para premiar a los alumnos de la academia que más se destacasen en esta especialidad recibió un primer y un segundo premio. La primera noticia de su dedicación al grabado, de 1786, está relacionada también con el dibujo botánico. En septiembre presentó a la academia «una estampa de la flor y rama del árbol lila, estampada de colores con una sola lámina en el preciso tiempo de cinco minutos, como ensayo de lo que puede hacer en este arte». El mismo año el conde de Floridablanca lo autorizó a dibujar las mariposas y plantas del Real Gabinete de Historia Natural, franqueándole el acceso los días que estuviese cerrado al público, para formar con sus dibujos una colección de estampas.
En 1788 era director de la sala de Dibujo de la Real Casa de los Desamparados de Madrid cuando presentó el primer proyecto para el grabado y estampado de las observaciones botánicas recogidas por las expediciones científicas españolas a América, encabezadas por la Real Expedición Botánica a los reinos de Perú y Chile, cuyos primeros resultados habían llegado en gran número ese mismo año al puerto de Cádiz y depositado en el Real Jardín Botánico de Madrid. Dada la abundancia de materiales recogidos, Rubio creía necesario establecer una escuela de jóvenes grabadores que se especializasen en esa clase de labores y que fuesen capaces de realizar el proceso de grabado completo, reservándose él mismo el acabado y supervisión de las láminas trabajadas por los discípulos y la realización íntegra de las más complejas.
En ella participarían tanto alumnos de la Real Academia de San Fernando, a los que se pagaría un moderado sueldo, como niños de su propia escuela a los que bastaría con vestir decentemente. Además, puesto que sería conveniente dar color a las láminas, ocupación que, decía, en todas las naciones extranjeras se consideraba propia de mujeres, proponía contar con ocho jóvenes de la Real Casa de los Desamparados con un sueldo de un real diario para sus gastos y otro para dote. Calculaba que en tres años podría entregar novecientas láminas y que en los siguientes años esa cantidad con la experiencia acumulada aún podría aumentarse. El proyecto fue bien acogido por Casimiro Gómez Ortega, director del Jardín Botánico, y las primeras muestras remitidas a la Academia de San Fernando fueron aprobadas en lo artístico, aunque desde el punto de vista botánico dijeron no poder juzgarlas y, por lo que al plan económico se refería, lo tuvieron por inviable e insuficientes las remuneraciones económicas propuestas para los grabadores, lo que hizo que el proyecto de Rubio quedase paralizado y que desde la misma academia se formulasen otros planes.
Tuvo en contra, además, desde su regreso a España, a Isidro Gálvez, el dibujante de la expedición botánica al Perú, que se ofreció a dirigir él mismo el proyecto. Por todo ello Rubio realizó algunos ajustes en su proyecto. El más significativo la propuesta de servirse en los grabados de la técnica del grabado de puntos iniciada por Francesco Bartolozzi, con la que esperaba ganar tiempo. En 1790 se le aprobó el proyecto y comenzó a modo de prueba a trabajar en las láminas del prodromus de la Flora peruviana et chilensis, aunque no se llegó a crear la escuela y hubo de contar con grabadores profesionales, entre ellos los hermanos Tomás y Vicente López Enguídanos. Además, cuando llevaba grabadas siete láminas, se le ordenó volver a la técnica tradicional del buril a líneas, por ser más idónea para demostrar el objeto que se perseguía. En compensación se le nombró segundo dibujante, tras Gálvez, y así algunas láminas del primer tomo d la Flora llevan su firma como autor de los dibujos, pero el elevado coste del prodromus hizo que en 1794 se paralizara el proyecto y cuando se retomó fue relegado por las quejas tanto de Gálvez como de los botánicos Hipólito Ruiz y José Pavón, que lo acusaban de continuas faltas de asistencia, incluso de meses enteros, y de tener un carácter inaguantable, que no aceptaba correcciones de los botánicos.

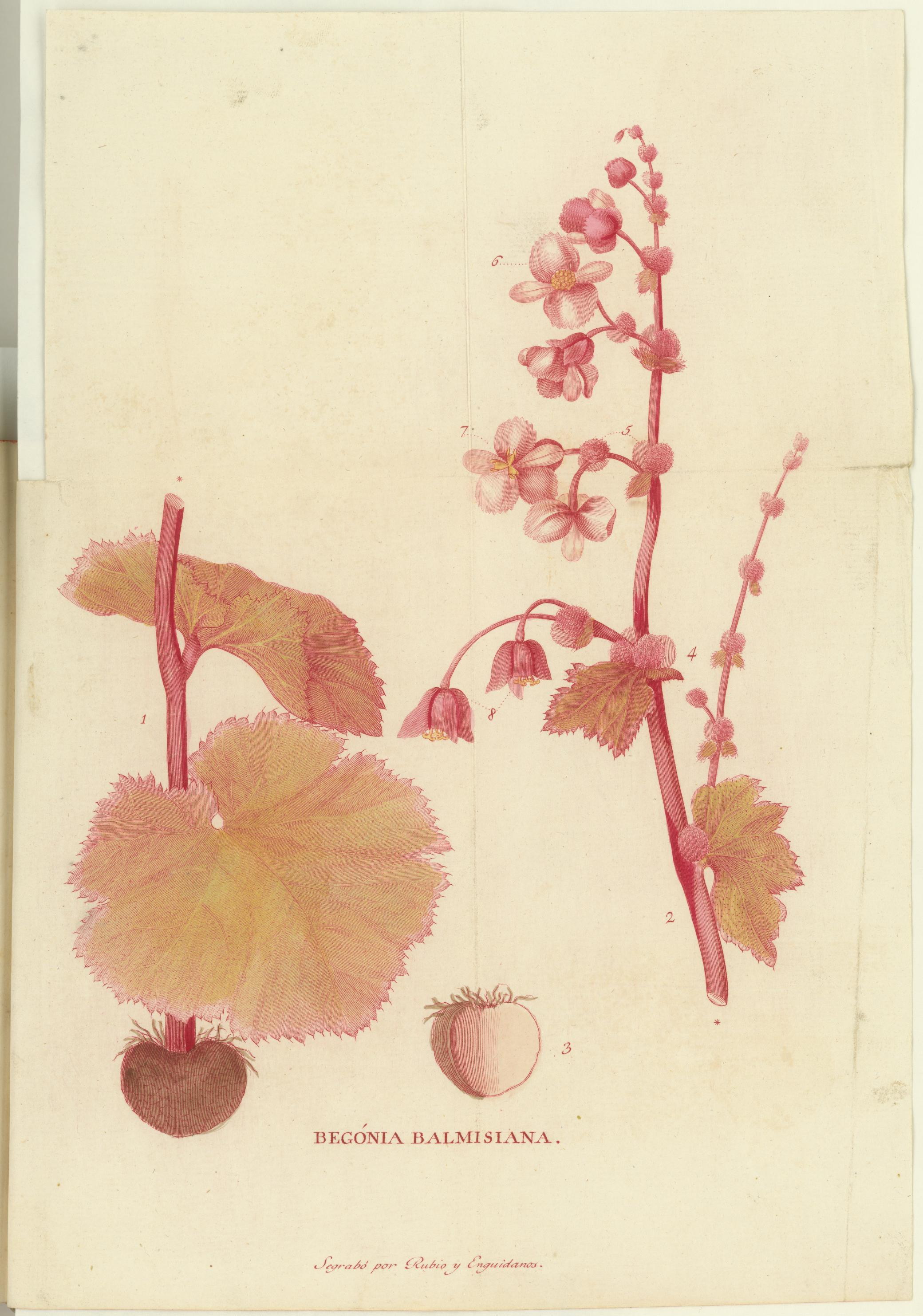
Begonia balmisiana, grabado de José Rubio para el tratado de Francisco Javier Balmis, Demostración de las eficaces virtudes nuevamente descubiertas..., Madrid, Imprenta de la viuda de Ibarra, 1794.

Mediante un procedimiento de su invención ilustró con dos láminas el tratado de Francisco Javier Balmis, Demostración de las eficaces virtudes nuevamente descubiertas en las raíces de dos plantas de Nueva España, especies de ágave y de begonia..., Madrid, Imprenta de la viuda de Ibarra, 1794.
En la Gaceta de Madrid del 5 de abril de 1796 anunciaba, junto con la venta de esas dos estampas, su voluntad de mostrar el nuevo modo de grabar inventado por él en su propia casa a los grabadores que estuviesen interesados en aprenderlo:

Dos estampas nuevas en medio pliego de marca mayor, que representan dos grupos de diversas flores, inventados y grabados por el nuevo estilo que imita á las aguadas de tinta de china por D. Joseph Rubio, Maestro de dibuxo en el Real Colegio de Desamparados, dibuxante y grabador de las Reales Floras de América. Se hallarán á 4 rs. cada una en la Librería de Barco, carrera de S. Gerónimo. Deseoso el autor de que este método de grabar tan útil como económico se propague en beneficio de la instrucción pública y de los adelantamientos de su profesión, ofrece manifestar los hierros que ha inventado, y los medios que ha empleado para llegar al logro de esta empresa, en cuyo descubrimiento ha invertido quantiosas sumas y el espacio de más de 6 años en ensayos y experimentos. Los profesores de grabado que quisiesen utilizarse de este hallazgo podrán acudir á casa del autor, calle del Gobernador, esquina á la del Fúcar, quarto principal, desde las 7 hasta las 8 de la mañana; y no solo les manifestará los medios que ha descubierto para conseguirlo, sino que trabajará en su presencia para que puedan instruirse.

En junio de 1799 se le apartó definitivamente del proyecto de la Flora y se le agregó con el mismo sueldo a la Real Fábrica de Porcelana del Buen Retiro donde las exigencias de exactitud en el dibujo no eran tantas como en un trabajo científico. Tras ello no hay otra noticia de su actividad que el anuncio de la venta de un retrato grabado de Floridablanca aparecido en el Diario de Madrid del 26 de agosto de 1808, trabajado al estilo inglés por José Rubio, «dibuxante y director que fue del grabado de las láminas que pertenecen a las reales flores de América».